# دلیر
دلیر نام یکی از روستاهای نزدیک مرزن آباد در استان مازندران است که به دو قسمت دلیر و الیت تقسیم می‌شود. دو نام برده توسط رود معروف به رودخانه دلير قطع می‌شود. مردم دلیر از قومیت طبری هستند. مردم دلیر به زبان طبری با گویش چالوسی سخن می‌گویند.

## کوه‌ها
اطراف روستای دلیر دارای کوه‌های زیاد و چشمه‌های آب فراوانی است. مسیرهای قدیمی از کوه‌های این روستا به منطقه طالقان و روستای مهران ختم می‌شود.
روستای دلیر داری چند کوه معروف به نام‌های: لشکرک و کَکی کُت و کاتیلو و نرگس کَش است. دره بسیار ژرفی به نام پِل او (در زبان مازنی به معنای آب قدرتمند و فیل مانند) در نزدیکی آن قرار دارد. یکی از جنگل‌های اطراف این روستا جینگاگ جینگاگ نام دارد.
فاصله زمانی رسیدن با ماشین به دلیر از چالوس حدود ۲ ساعت و از تهران حدود ۳ ساعت تخمین زده شده است. این روستا یکی از روستاهای شمالی ایران است و آب و هوا و مه صبحگاهی دلنشینی دارد. این روستا بافت روستایی خود را حفظ کرده و کوه‌های آن پر درخت و زیستگاه بسیاری از حیوانات است و روستایی بکر و دست نخورده‌است.
از دیگر کوه‌های این منطقه می‌توان به قلهٔ زرین کوه اشاره کرد. این قله ۴۲۰۰ متری در زمستان دارای نقاب‌های برفی و احتمال سقوط بهمن است اما برای صعودهای تابستانه می‌توان از مسیرهای دو روزه (صعود از دشت نمه چال) یا یک روزه بهره جست. برای دسترسی به قله در مدت زمان یک روز بایستی پس از رسیدن به قلهٔ ۳۲۰۰ متری نرگس کش با سنگ‌ها و صخره‌های موجود در کاتیلو و سه کنج دست و پنجه نرم کرد. از این رو صعود یک روزه مستلزم آشنایی با مسیرهای فنی می باشد.

## نوع خانه و زندگی
خانه‌ها اکثراً از گل و کاهگل و معدودی از سیمان است البته با ساخت و سازهای جدید خانه‌های شهری و غیر روستایی به غیر از آپارتمان در این روستا به وجود آمده. زندگی در دلیر به دو دسته کشاورزی (یکجانشینی) و دامداری دسته‌بندی می‌شود. این روستا به دلیل قرار گرفتن خانه‌های آن در دو طرف راهی خاکی بسیار زیبا شده و افرادی که در آن خانه‌ها سکونت دارند منظره بسیار زیبایی را تجربه می‌کنند. خانه‌های گاهگلی که از خانهٔ سیمانی بهتر است و در زمان سرما، گرمای لازم و در گرما، سرمای لازم را دارا هستند.

## آب و هوا
دلیر دارای آب و هوای ییلاقی و سرد است و زمستان‌های جانفرسا و بسیار سردی دارد. البته اندک زمانی دارای آفتاب‌های سوزان به دلیل ارتفاعش است ولی در فصول تابستان و بهار دارای هوای مناسب و مناظر دیدنی بسیاری است.

## روستاهای همجوار
این روستا دارای چند روستای همجوار است که نام تعدادی از آنها :فشکور، ناتر، مِچِر، نوکرس، الیت، پولاکوه، گیجان، انگوران و...